# عزیز مصر (فیلم)
شاهزادهٔ مصر (به انگلیسی: The Prince of Egypt) که در ایران به عزیز مصر معروف است، فیلمی پویانمایی در سبک موزیکال به کارگردانی سایمون ولز و برندا چپمن است که در سال ۱۹۹۸ منتشر شد. این فیلم، داستان زندگی موسی را روایت کرده.

## خلاصه
داستان از زمانی شروع می‌شود که فرعون -پادشاه مصر- فرمان کشتن نوزادهای پسر را می‌دهد؛ و مادر موسی، برای نجات وی، آن را در سبدی می‌گذارد و در آب می‌اندازد. همسر فرعون بچه را پیدا می‌کند و آن را مثل پسر خویش -رامسِس- بزرگ می‌کند. کم‌کم موسی بزرگ می‌شود و متوجه می‌شود پدرخوانده‌اش در حق برده‌ها ظلم می‌کند…

## صداپیشگان
- وال کیلمر
- رالف فاینس
- میشل فایفر
- ساندرا بولاک
- جف گلدبلوم
- پاتریک استوارت
- دنی گلاور
- استیو مارتین
- مارتین شورت